# Carl Crome
Carl Friedrich Theodor Crome (11 de Julho de 1859, Düsseldorf - 9 de Junho de 1931, Bonn) foi professor de direito em Berlim e em Bonn.

## Biografia
Crome era filho único de Otto Crome, (16 de maio de 1829, Düsseldorf - Primeiro de Junho de 1894, Koblenz) presidente do Real Tribunal Regional de Koblenz com sua esposa, Adele von Delitz (5 de Dezembro de 1828, Colônia - 15 de Agosto de 1903, Koblenz), filha do major Friedrich Theodor von Delitz. Ele estudou em Bonn e Leipzig com Roderich de Stintzing, Bernhard Windscheid, e Adolf Wach, e obteve seu Doutorado.
Em 1885, tornou-se magistrado em Merzig, e em 1890, em Frankfurt am Main. Após sua Habilitação, em 1892, tornou-se privatdozent em Marburg, e em 1895, professor adjunto em Berlim. Em 1899, foi nomeado professor associado e membro do Conselho de Justiça (Justizrat), em Bonn.
Seu trabalho acadêmico foi particularmente voltado ao direito comparado, inclusive o direito italiano e o francês. Sua principal obra é uma apresentação geral do Código Civil Alemão combinando seus fundamentos Romanos e Germânicos.
Entre seus alunos e alunas mais destacados estava Sally Jacobsohn.
No dia 28 de Novembro de 1888, casou-se em Bonn com Henriette von Sandt (29 de Setembro de 1865, Bonn - 19 de Maio de 1943,  Berlin). O primogênito, Otto (1890–1967) tornou-se assessor do governo em Berlim e em Ansbach. Tiveram mais filhos que faleceram cedo. Um outro filho, Karlfelix (1905-1929) faleceu enquanto estagiário de um tribunal.
O túmulo de Crome está no cemitério Südfriedhof em Bonn.

## Obras
- O Sistema alemão de Direito Civil.  Cinco volumes, de 1900 a 1912
- Parte geral do moderno direito privado francês.  1892
- Ensinamentos básicos do código de obrigações francês.  1894
- Manual de direito civil francês (com base K. S. Zachariae).  Quatro Volumes, 1894/95
- A ciência jurídica dos presentes na auto-apresentação II.  1925

## Leitura Complementar
- Werner Kleinschroth: Stammlisten der Mitglieder des Familienverbandes Krome-Crome. Privatdruck, Goslar 1986
- Heinrich HubmannHeinrich Hubmann, ed. (1957). «Crome, Carl». Neue Deutsche Biographie (NDB) (em alemão). 3. 1957. Berlim: Duncker & Humblot. pp. 421 et seq..

[[Categoria:Alemães]]
[[Categoria:Nascidos em 1859]]
[[Categoria:Mortos em 1931]]
[[Categoria:Professores da Universidade Humboldt de Berlim]]
[[Categoria:Professores da Universidade de Marburg]]
[[Categoria:Professores da Universidade de Bonn]]
[[Categoria:Homens]]
[[Categoria:Juristas do século XX]]